# Palmer (Tennessee)
Palmer é uma cidade  localizada no estado norte-americano de Tennessee, no Condado de Grundy.

## Demografia
Segundo o censo norte-americano de 2000, a sua população era de 726 habitantes.
Em 2006, foi estimada uma população de 732, um aumento de 6 (0.8%).

## Geografia
De acordo com o United States Census Bureau tem uma área de
13,6 km², dos quais 13,6 km² cobertos por terra e 0,0 km² cobertos por água. Palmer localiza-se a aproximadamente 554 m acima do nível do mar.

## Localidades na vizinhança
O diagrama seguinte representa as localidades num raio de 20 km ao redor de Palmer.